# Diospyros ridleyi
Diospyros ridleyi är en tvåhjärtbladig växtart som beskrevs av Bakh. Diospyros ridleyi ingår i släktet Diospyros och familjen Ebenaceae. Inga underarter finns listade i Catalogue of Life.